# Трейсі Лордс
Трейсі Елізабет Лордс (англ. Traci Elizabeth Lords, при народженні Нора Луїза Кузьма (англ. Nora Louise Kuzma, нар. 7 травня 1968 року) — американська кіноакторка, модель і музикантка, авторка автобіографії та колишня порноакторка. Стала відома в 1980-ті зйомками в порнографії та найбільшого в історії американської порноіндустрії скандалу після того, як було встановлено, що вона була втягнута в порноіндустрію в 16 років.
За два роки (з 1984 по 1986) встигла знятися у понад 20 порнофільмах, ставши однією з найвідоміших акторок «Золотої епохи порно». У травні 1986, коли інформація про її справжній вік стала відома ФБР, вибухнув скандал, щодо порностудій завели кримінальні справи, а дистриб'юторам було наказано припинити показ будь-яких матеріалів з Лордс, бо вони могли розглядатися як дитяча порнографія. Ця заборона коштувала порноіндустрії багато мільйонів.
Покінчивши з порноіндустрією, Лордс завершила курси акторської майстерності і стала зніматися в кіно. Відтоді з'явилася у великій кількості фільмів і телесеріалів, деякі з яких (і безпосередньо внесок Лордс в їх успіх) були відзначені різними нагородами.
Також успішно розвивалася в галузі електронної музики: її сингл «Control» піднімався до другого рядка чарту Hot Dance Club Songs, а ремікс на нього набув ще більшої популярності як саундтрек до фільму «Мортал Комбат». 
2003 року опублікувала автобіографію «Traci Lords: Underneath It All», яка отримала позитивну критику і увійшла в список бестселерів The New York Times.

## Біографія

### 1968—1983: ранні роки і насильство

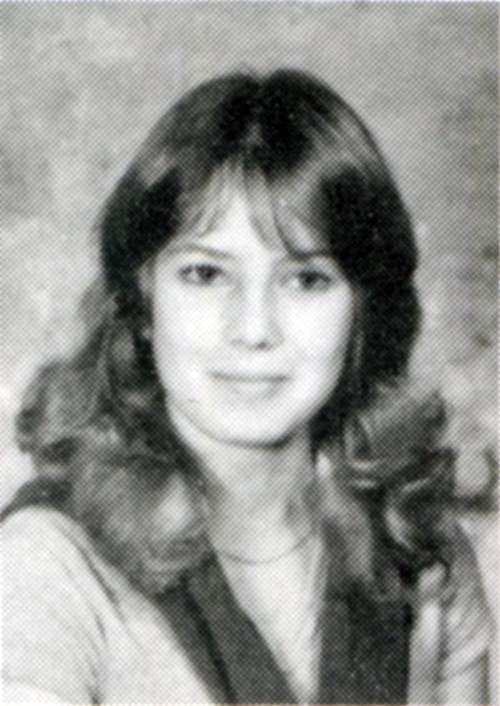
Трейсі Лордс в 1983 році

Нора Луїс Кузьма народилася в Стьюбенвіллі, штат Огайо, в робітничій сім'ї. Батько, працівник сталеливарного заводу, походив із родини українських емігрантів (1930-ті). Незабаром після народження Нори він почав пити, що поклало кінець недовгій сімейній ідилії. Мати Нори, Патриція, вдень працювала в ювелірному магазині, а в решту часу практично наодинці займалася вихованням чотирьох дочок. Коли Норі виповнилося 7, мати забрала дітей і подала на розлучення. Втім, батько, який влаштовував сцени ревнощів і бив колишню дружину, отримав право відвідувати дітей, і кожного тижня сестри всупереч власній волі були змушені проводити з ним один день. Згодом батько зблизився з ними, однак, як і раніше, мало переймався їх життям і вихованням. У мемуарах Лордс згадувала: «Здавалося, тато залишався в повному невіданні щодо того, що у мами ніколи не було грошей на найнеобхідніші речі для нас. Мене глибоко ображало те, що він насолоджувався комфортним життям, тоді як ми кожен день виживали».
У 10 років Нору зґвалтував 16-річний шкільний приятель. Знаючи негативне ставлення батька до раннього сексу, Нора побоялася розповісти про насильство і його причину насамперед шукала в собі.
Незабаром мати Нори зайнялася облаштуванням особистого життя, ставши проводити вдома все менше часу: «Що за матір залишить чотирьох дітей одних вдома, а сама буде спати в фургоні свого бойфренда? — задавалася питанням Лордс через роки. — Ніхто з матерів, які жили по сусідству, так не робили, хоча багато хто з них також були самотні». Лордс згадувала, що не знала куди ховатися від сором через поведінку матері, про яку швидко розпустили плітки. Мати при цьому придушувала сексуальність Нори: через багато років в опитувальнику від Chicago Tribune на питання «Найпринизливіше, що довелося пережити» Лордс відповість: «Моя мати, яка говорила мені, що я не така сексуальна, якою здаюся собі, і виглядаю, як відстій, і що ніхто не любить мене».
Коли Норі виповнилося 12, вона і її сестри з мамою і її новим бойфрендом Роджером переїхали в Редондо-Біч, прибережне місто в окрузі Лос-Анджелес, штат Каліфорнія. Тут Нора стала відвідувати школу Редондо Юніон Хайскул. Роджер був сином адмірала (імовірно, Рональда Хейса), отримував від нього гроші, вів хаотичний спосіб життя, вживав наркотики і заробляв їх продажем. Через деякий час після переїзду він зробив кілька спроб згвалтувати Нору, коли вона спала: «Спочатку я подумала, що сплю, але коли я сіла, то відчула його пальці в собі. <…> Спекотним літом я стала спати, загорнувшись в шари одягу. Мама щось говорила про те, що я сплю при включеному світлі. Вона думала, що я боюся чудовиська, яке ховається під моїм ліжком. Насправді я боялася чудовиська, яке ховалося в її». Втім, коли після даного інциденту Роджер залишив спроби домагання, їх стосунки з Норою нормалізувалися, і після того, як мати готувалася зв'язати своє життя з другом Роджера, Нора виступила рішуче проти. Коли мати повідомила, що вони переїжджають до її нового бойфренда, Нора відмовилася слідувати за нею. Мати дочекалася, коли старші діти пішли в школу, зібрала речі, забрала двох молодших дочок і переїхала, залишивши Нору і її сестру Лорейн. «Я була спустошена. Я знала, що поводилась зухвало, але не очікувала, що мене просто кинуть». Через деякий час мати розлучилася з новим і повернулася до дітей, приголомшених непередбачуваністю змін в їхньому житті.
Після небажаної вагітності Нори від її бойфренда і аборту у 15 років Нора втекла з дому, і Роджер підштовхнув її до порноіндустрії. Надавши підроблені водійські права як посвідчення особи, вона незабаром стала моделлю еротичних журналів. Як псевдонім ім'я Трейсі Лордс: Трейсі було популярним в той час жіночим ім'ям, а прізвище було запозичене у актора Джека Лорда з серіалу «Гаваї 5-O» (в уявленні Нори, втілений ним на екрані Стів Мак-Гаретт був ідеальним вигаданим батьком). Закінчення -s було додано до прізвища, бо «нас уже було троє: Нора (моє ім'я при народженні), Крісті (ім'я власниці вкрадених водійських прав) і ось тепер Трейсі (бажана всіма дівчинка)».

### 1984—1987: порноіндустрія
Незабаром Лордс з'явилася на обкладинках еротичних журналів Velvet, Juggs, Club та ін. Після того, як кілька однокласників впізнали її на обкладинці, вона покинула школу в 15 років і більше не поверталася в стіни загальноосвітніх навчальних закладів. У тому ж 1984 році вперше знялася для порножурналу Penthouse (у вересні 1984 стала «кішечкою місяця»). Вклейка в номері Penthouse за вересень 1984, за появу на якій Лордс отримала $5000, стала найуспішнішою в історії журналу, почасти, втім, тому, що на ній також були зображені лесбійські фото за участю Ванесси Вільямс, яка роком раніше виграла конкурс Miss America Pageant.
У своєму першому порнофільмі Лордс знялася у вересні 1984 року (на той момент їй виповнилося 16 років). За її спогадами, до початку знімання вона не мала уявлення про зміст і характер стрічки: передбачалося, що вона з'явиться в епізоді біля басейну в бікіні і на цьому її участь закінчиться. Опинившись на знімальному майданчику, Лордс була вражена побаченими сценами, однак зніматися саму її ніхто не змушував. Після того, як знімання закінчилося і його учасники почали оргію, Лордс готувалася покинути майданчик. Випадкова зустріч з порноактором Томом Байроном вилилася в незапланований секс, який зафільмувала знімальна група (він, втім, не увійшов у фільм, для якого була знята нова сцена з Байроном). Лордс усвідомила, що їх знімають, ближче до кінця статевого акту.
Дуже швидко Лордс надбала надзвичайно високу популярність і вже незабаром знімалася з провідними порноакторами епохи: Пітер Норт, Рон Джеремі, Джинджер Лінн і Том Байрон. Лордс виконувала сцени вагінального, орального, лесбійського сексу, а також сцени з подвійним вагінальним проникненням. Незабаром вона отримала неофіційний титул «Принцеси порно» («Princess of Porn») і стала однією з найвисокооплачуваніших порноакторок, заробляючи від $500 до $3000 за день. У мемуарах вона згадувала: «Через кілька тижнів я знову опинилася на зніманні порнофільму. Час втратив своє значення. Всі фільми зливалися воєдино. Я була пасажиркою на борту власного життя. Ванна була завалена використаними шприцами, а в повітрі висів тонкий аромат несвіжих сигарет». 
Режисери Джером Теннер (англ. Jerome Tanner) і Майк Карпентер згадували, що Лордс не любила, коли їй вказували, що і як робити на знімальному майданчику. Карпентер згадував: «Вона говорила: „Ніхто не буде вказувати мені, як трахатись“». В одному з ранніх інтерв'ю в 1985 році Лордс на питання «що тобі найбільше не подобається в порнофільмах» відповіла: «Іноді серед режисерів зустрічається багато придурків. Ти приходиш на знімальний майданчик, і він каже тобі, як трахатись. Вони кажуть тобі, коли кричати. Я не думаю, що це правильно. Я думаю, що для кращого результату потрібно просто вміти слідувати своїм почуттям і діяти так, як тобі хочеться».
У 1985 році Лордс зустріла Стюарта Делла (англ. Stuart Dell), який став її хлопцем, менеджером і партнером. У січні 1986 вони створили компанію TLC (Traci Lords Company). Делл і Лордс уклали угоду з дистриб'ютором Саєм Адлером (англ. Sy Adler), ветераном порноіндустрії і власником Vantage International. Разом вони зняли три порнофільми. У березні того ж року світ побачив перший з них, «Трейсі підкорює Токіо». Друга картина, «Копулятор з Беверлі-Гіллз», вийшла незабаром, третій фільм, «Screamer», не побачив світ через події, що розгорнулися влітку 1986 року.

### 1987—1989: суд
В кінці травня 1986, приблизно через три тижні після 18-го дня народження Лордс, влада дізналася, що вона була неповнолітньою, коли знімалася в порнофільмах. 10 липня в будинку Лордс і будинках людей, пов'язаних з виробництвом порно за її участю, були проведені обшуки. 17 липня 1986 пунктам відеопрокату і кінотеатрам для дорослих в США було наказано прибрати з доступу всі матеріали з Лордс. Джон Вестон (англ. John Weston), адвокат організації Adult Film Association of America, повідомив, що дистриб'ютори повинні відкликати всі відео, створені до травня 1986, що зображують Лордс «в процесі сексуального контакту, не має значення, наскільки незначного». Це коштувало порноіндустрії мільйони доларів. Лордс була допитана і поміщена під забезпечуваний арешт, для свого захисту вона найняла одну з провідних адвокатів того часу — Леслі Абрамсон. На суді діячі порноіндустрії показали, що Лордс при прийомі продемонструвала каліфорнійські водійські права, паспорт США і сертифікат про народження, в яких було зазначено ім'я «Крісті Нусман» (Kristie Nussman) і дата народження 17 листопада 1962. Представники порножурналу Penthouse також заявили, що Трейсі показала їм документи, згідно з якими вона мала більше 18 років. Слідчі виявили справжню Крісті Нуссман, яка сказала, що її сертифікат був вкрадений, а дані в державних реєстрах замінені невідомими. Двоє дорослих читачів журналу Velvet, що побажали зберегти анонімність, які особисто знали Лордс і побачили її знімки в липні 1984, дзвонили в офіс окружного прокурора ще тоді, коли вони були опубліковані у виданні, але їм відповіли, що «нічого не можуть з цим зробити».
Обвинуваченими в першому судовому процесі виступили Джим Саут — агент, який найняв Лордс в 1984 році для порнофільму «Ті молоді дівчатка», — а також продюсери фільму Рональд Рене Кантор і Руперт Себастьян Макніл. Оскільки Федеральний закон про заборону залучення неповнолітніх в порнографію міг бути застосований навіть у тих випадках, коли обвинувачені самі не знали про справжній вік жертви, трьом чоловікам загрожував термін до 10 років ув'язнення. За словами Саута, від в'язниці їх врятувало лише те, що федеральний уряд був точно так же ошуканий Лордс, коли та подала документи для отримання закордонного паспорта, надавши неправдиві дані.
Пізніше власник відеосалону X-Citement Video Рубін Готтесман в 1989 році був засуджений на рік ув'язнення, оскільки продавав касети з участю Трейсі Лордс вже після того, як новина про її реальний вік стала надбанням громадськості. В ході цього процесу була допитана і мати Трейсі, яка заявила, що, ледь дізнавшись про заняття дочки, намагалася відрадити її від порно, а також загрожувала повідомити поліції її вік: «Вона [Трейсі] сказала мені, що якщо я це зроблю, то люди, з якими вона пов'язана, просто вб'ють її. Вона наказала мені мовчати, інакше у неї будуть величезні проблеми».
Для самої Лорд скандал обернувся величезним психологічним стресом: її повсюдно переслідували фани і папараці, на довгий час вона стала головною героїнею новинних випусків, а також бажаною свідкою в численних справах, що стосуються дитячої порнографії: «Федеральний уряд забомбив мене повістками в суд, вони хотіли використовувати мене як дитину з плаката в роботі спеціальної групи адміністрації Рейгана по боротьбі з дитячою порнографією».
Більшість порнофільмів за участю Лордс були повністю вилучені з публічного доступу, деякі інші піддалися коректурі з видаленням сцен з її участю або, в деяких випадках, були виправлені шляхом доповнення тими ж сценами, виконаними іншими порноакторками. Попри те, що різні видання повідомляли, що Лордс знялася у понад 70 порнофільмах, насправді, за її словами, вона з'явилася не більше ніж в 20: оскільки знімання проводили різними камерами під різними кутами, то відмінності в монтажі дозволяли додавати і компілювати сцени, видаючи їх за нові фільми. 
Єдиним легальним відео за участю Лордс залишається фільм «Трейсі, я кохаю тебе», знятий в Парижі через два дні після її вісімнадцятого дня народження. 1987 року Лорд продала права на нього за $100 000. Продаж прав дозволив їй орендувати нове житло і найняти в якості адвокатки Леслі Абрамсон. Ця угода породила чутки, що, будучи єдиною вигодонабувачкою від цієї стрічки, Лордс була зацікавлена, щоб прокат і продаж всіх попередніх фільмів з її участю були заборонені, і могла сама зв'язатися з ФБР. Однак навіть ті порноактори, які високо оцінювали підприємницькі здібності Лордс, вважали цю версію малоймовірною.
У автобіографії Лордс писала, що в порноіндустрії заробила близько $35 000 доларів, проте велика частина з них пішла на оплату зйомного житла і наркотики. 

### 1987—1991: перехід у непорнографічне кіно
Після кількох місяців психотерапії Трейсі Лордс вирішила продовжити кінокар'єру, навчившись грати по-справжньому. Вона вступила на курси в Інститут театру і кіно Лі Страсберга. Через три місяці полишила заняття і спробувала знайти агента через газету «The Hollywood Reporter». З нею зв'язався Фред Вестхаймер (англ. Fred Westheimer), і хоча агентство, де він працював, відмовилося представляти Лордс офіційно, він відправив її на кілька прослуховувань. В результаті Лордс отримала роль гостьової персонажки в серіалі «Розумник». Трохи пізніше вона зустріла режисера Джима Вайнорськи, який знімав фільм «Не з цієї Землі». У цьому комедійному римейку класичного науково-фантастичного трилера Роджера Кормана 1957-го року Лордс виконала головну жіночу роль — медсестри Надін Сторей — яка і стала її дебютом в непорнографічному кіно. Фільм, що вийшов в 1988 році, провалився в прокаті, але був позитивно зустрінутий критикою, яка відзначала, що Вайнорськи і Корману вдалося неможливе — витягти на великий екран колишню порнокоролеву. «Відповідь: „Так“ — вона здатна грати. Трейсі Лордс краща за більшість зірок мильних опер і настільки ж хороша, як більшість фешн-королев з прайм-тайму», — заявляв оглядач The Hollywood Reporter. Через роки інший оглядач назве гру Лордс головним надбанням цього фільму: "Якщо Лордс і не велика акторка в цій картині, вона, хоча б, харизматична, у неї значно кращий комічний таймінг, ніж у більшості акторів, і у неї зовнішність і чарівність кінозірки (урізаної версії кінозірки, але все ж) у фільмі, повному людей, які щосили намагаються потрапити хоча б в «список D». Фільм добре продавався на відеокасетах, тому Корман запропонував Лордс знятися в його наступній картині. Оскільки новий фільм припускав еротичні сцени, то Лордс, що прагнула зробити кар'єру серйозної акторки, відмовилася.
Паралельно  Лордс підписала контракт з модельним агентством і під ім'ям Нора Кузьма з'явилася на обкладинках двох випусків журналу «Muscle & Fitness». Вже після виходу першого випуску передовиця в Los Angeles Times повідомила, що модель на обкладинці фітнес-журналу підозріло нагадує колишню порнозірку Трейсі Лордс. Другий випуск з Норою супроводжувався виправдувальним поясненням від видавця, який стверджував, що не знав про минуле моделі, яка була обрана суто завдяки фізичним даним. В цей же час Лордс стала представницею організації Children of the Night, яка займалася проблемами дітей, які втекли з дому або зазнали насильства.
У березні 1989 року Джон Вотерс запросив Лордс для знімання у своєму новому фільмі «Плакса» — молодіжному мюзиклі про життя підлітків, де вона мала грати з Джонні Деппом і Ріккі Лейк. Фільм був добре прийнятий публікою і критикою, а роль підлітки-бунтарки Ванди Вудворд (англ. Wanda Woodward) дозволила Лордс утвердитися в непорнографічному кіно. На зніманні познайомилася з майстром з реквізиту Бруком Йітоном (англ. Brook Yeaton) — в 1990 році вони одружилися в Меріленді. У червні того ж року вийшло відео з комплексом вправ «Розминаємося з Трейсі Лордс» (англ. Warm up with Traci Lords), зняте і спродюсоване колишнім бойфрендом Лордс Стюартом Деллом (англ. Stewart Dell).

### 1992—1995: музична кар'єра
У 1992 році Трейсі Лордс уклала контракт на артистичний розвиток з Capitol Records. Лордс записала пісню «Love Never Dies» для фільму «Кладовище домашніх тварин 2». Продюсер саундтреку Гері Курфюст уклав з Лордс контракт від імені своєї компанії Radioactive Records. Пізніше вона записала вокал для пісень «Little Baby Nothing» і «Somebody to Love» груп Manic Street Preachers і Ramones. 1993 року Лордс отримала роль Ненсі Восс в екранізації роману Стівена Кінга «Томмінокери».
Навесні 1994 року Лордс розпочала роботу над своїм першим студійним альбомом. Платівка, яка містить 10 композицій в стилі техно, вийшла під назвою 1000 Fires 28 лютого 1995 року. Запис отримав переважно позитивні оцінки критики, найчастіше виділяли не тільки музичні переваги, але й особисті якості і самобутність авторки. Том Ерлевайн з AllMusic поставив запису три зірки з п'яти, назвавши платівку «компетентною вправою в техно». Він розкритикував Лордс за «тонкий» вокал з вузьким діапазоном, але при цьому зауважив, що «у неї дійсно сильна і самобутня особистість, яка надає запису чіткого звучання». Бенджамін Свєтки з Entertainment Weekly заявив: «І, хочете вірте, хочете ні, але її тріпові техно-мелодії насправді звучать приголомшливо — як Мобі з ін'єкціями естрогену». Оглядач The Guardian назвав дебютний альбом Лордс гідним записом, при цьому зазначивши, що її пристрасний шепіт ідеально ліг на ембієнтову «Distant Land», але в цілому альбом серйозно постраждав від численних танцювальних номерів.
Сингли до альбому домоглися високих позицій в чартах. Сингл «Control» посів друге місце в хіт-параді Dance Club Songs, а його ремікс потрапив в саундтрек до фільму Мортал Комбат, окреме видання якого згодом отримало подвійний платиновий статус по сертифікації Recording Industry Association of America. Другий сингл, «Fallen Angel», дістався до 11-ї позиції в Hot Dance Club Songs. Ремікс цієї пісні, зроблений Полом Окенфолдом, увійшов в саундтрек до фільму «Віртуозність» 1995 року, де Лордс з'являється в камео. У своєму огляді на «Fallen Angel» Флік Ларрі зазначав: «З цією бадьорою композицією в стилі транс, що послідувала за випущеним в кінці зими хітом „Control“, музична кар'єра Лордс готова піднятися на новий рівень. Лордс не так щоб зовсім співачка, але у неї є свій стиль і своя позиція».
Попри позитивні відгуки і хороші позиції в чартах синглів, альбом «1000 Fires» не досяг комерційного успіху. Аналізуючи причини невдачі, Лордс визнавала: «Проблема з цим альбомом полягала в тому, що він випереджав свій час. Електроніка тільки починала з'являтися. Мобі тільки починав набувати розголосу. Коли я виступала в ролі діджейки для Thrill Kill Kult і Мобі, публіка не знала, хто такий Мобі. Думаю, якщо б він вийшов трохи пізніше, все було б набагато краще. Мадонна зі своїм альбомом Ray of Light розрахувала час набагато краще, ніж я. Я пишаюся цим альбомом, тому що я слухаю його зараз, і він все ще здається актуальним. Він не здається застарілим».
Після випуску цього альбому Трейсі Лордс вирушила в невелике турне в якості діджейки, виступаючи переважно в нічних клубах Маямі. У серпні 1995 року вона брала участь в розігріві на Enit Festival — афтерпаті фестивалю Lollapalooza — разом з такими виконавцями, як Мобі, Свен Фет, DJ Keoki і Single Cell Orchestra.

### 1995—2021: кінокар'єра
В кінці 1995 року Лордс розлучилася зі своїм чоловіком Бруком Їтаном, який наполягав, щоб вона кинула кар'єру акторки, яку називав «[її] маленьким хобі».
У 1997 році Лордс з'явилася в невеликій ролі у фільмі «Ніде» Грегга Аракі і трилері «Stir», знімалася в серіалах «Детектив Неш Бріджес» і «Змій» (англ. Vipper). У листопаді отримала роль злочинниці Шарон Лешер в кількох епізодах другого сезону серіалу «Профайлер». 1998 року виконувала ролі другого плану у фільмах Бугі бой і Extramarital, а також з'явилася в ролі вампірки Ракель в трилері «Блейд» (в 2002 році вона отримає пропозицію зіграти сестру-близнючку Ракель в сіквелі «Блейд 2», але відмовиться через нестачу часу). На прем'єрі фільму Лордс розповіла про закінчення роботи над своїм другим альбомом, який повинен був вийти в 1999 році — проте не стався через припинення співпраці з Radioactive Records. У серпні Лордс розлучилася з актором Джоном Іносом, з яким зустрічалася протягом двох років — через вбивство кішки Лордс однією з собак Іноса.
У 2000-му вийшли фільми «Епіцентр» і «Геть дрібниці» з Лордс в головній ролі. Роль в романтичній комедії «Геть дрібниці» принесла Лордс премію Film Discovery Jury Award в номінації «краща акторка» на фестивалі US Comedy Arts Festival. У вересні вона отримала роль ватажка опору інопланетним загарбникам Джордан Редкліфф в серіалі «Перша хвиля» на каналі Sci Fi Channel.

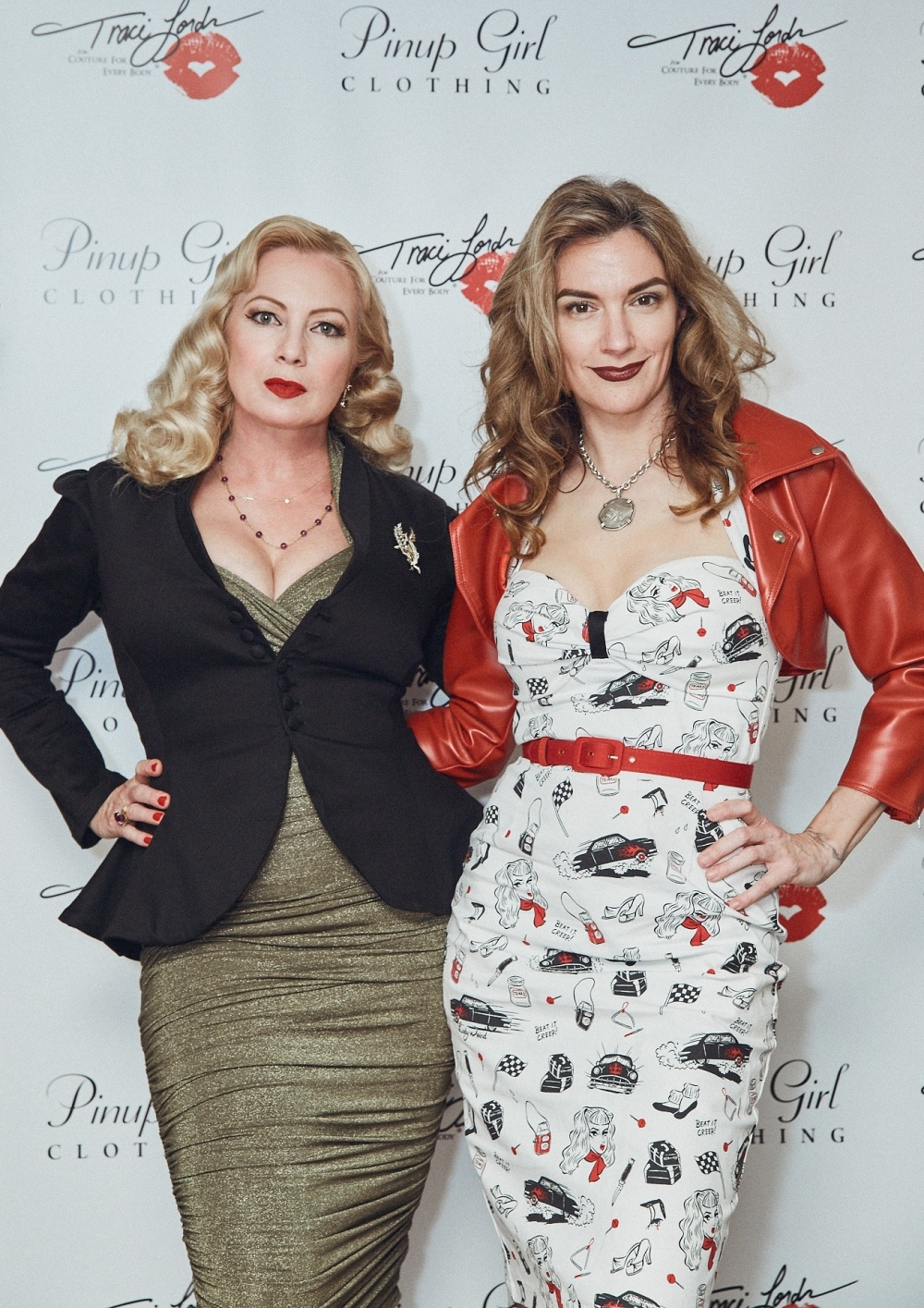
Трейсі Лордс і модельєка Лора Бірнс на показі колекції Pinup Girl Clothing в 2016

У січні 2008 року стало відомо, що Лордс зніматиметься в комедії Кевіна Сміта «Зак і Мірі знімають порно». Спершу Лордс хотіла відмовитися, але, прочитавши сценарій, змінила думку. Спочатку героїня Лордс мала постати топлес, але акторка відмовилася від цієї сцени, сказавши, що «покінчила з усім таким». У цьому ж фільмі взяла участь порноакторка Кеті Морган.
У 2009 Лордс з'явилася в науково-фантастичному фільмі «Принцеса Марса» разом з Антоніо Сабато, але залишилася незадоволеною проєктом: «Десь глибоко всередині я підозрювала, що це може виявитися поганим кіно. Виробництво було вкрай безвідповідальним. Але я довірилася голосам тих людей, які говорили навколо мене, ні, це буде художньо, творчо, ти виглядаєш красунею, у нас дуже обмежений бюджет, але, чесно, ти будеш пишатися. Вони виявилися неправі, це було дуже погано, як я і попереджала. Після перегляду перших двох хвилин я вимкнула фільм і більше до нього не поверталася».
У березні 2010 року Лордс анонсувала початок роботи на новим альбомом, лід-синглом стала композиція «Pretty». Однак проєкт був відкладений, і «Pretty» вийшов тільки як промо-сингл. 2011 року Лордс знялася у фільмі «Au Pair, Kansas», прем'єра якого пройшла на кінофестивалі в Канзас-Сіті. У липні Лордс офіційно підписала контракт з незалежним звукозаписним лейблом Sea To Sun Recordings і в жовтні випустила під цим лейблом свій старий хіт «Last Drag». Сингл потрапив на сорок п'яту позицію в танцювальних чартах і на четверте місце в Billboard Dance Club Songs.
У 2012 році Трейсі Лордс з Анною-Лінн Маккорд і Аріель Вінтер зіграла одну з головних ролей — владної матері Філліс — у фільмі жахів «Обрізання». Картина вперше була показана на кінофестивалі «Санденс» і принесла Лордс премію Fangoria Chainsaw Award за кращу роль другого плану і премії Fright Meter Award і CinEuphoria Award. У вересні вийшов збірник танцювальної музики Traci Lords Presents: M2F2, де були представлені три ремікси треків самої Лордс, а також композиції інших виконавців. Пісня «He's My Bitch» піднялася в Billboard Dance Club Songs до 25-ї позиції.
У червні Трейсі Лордс розпочала співпрацю з брендом одягу Pinup Girl Clothing. За її словами, перша колекція була натхненна її персонажкою Вандою Вудворд з фільму Плакса і стилем 1950-х: «Джон (Вотерс) виписав такого сильного персонажа в Плаксі. І в цьому світі рокабілі, панк-року і пінапу Ванда Вудворд — королева».
У 2016 році Лордс запросили на роль головної протагоністки — господині детективного агентства — в серіал Swedish Dicks. У жовтні був знятий другий сезон серіалу, прем'єра в США пройшла в 2017 році. Місяцем пізніше Лордс оголосила, що спробує себе в якості режисерки і зніме фільм The Unquiet Grave — початок знімання було заплановано на 2017 рік. У листопаді стало відомо, що Трейсі Лордс озвучить персонажку Jackal Z в грі Let It Die і візьме участь в третьому сезоні EastSiders. У липні 2017 Лордс в якості моделі демонструвала колекцію одягу під маркою Helmut Lang, з творцем якої працювала ще в 1995 році. У травні 2018 року в якості подарунка шанувальникам на честь свого 50-річчя вона випустила сингл Come Alive. Після цього оголосила про початок роботи над мініальбомом з Адамом Барта (англ. Adam Barta) і Джорданом Вон Гаслоу (англ. Jordan Von Haslow).
На початку 2020 року до початку епідемії COVID-19 відбувся театральний дебют Лордс в п'єсі «Жінка за ґратами», постановка якого проходила на сцені театру Montalbán Theatre в Голлівуді. У тому ж році у фільмі «Ферма» вона виконала роль Белль Ганнесс — американської серійної вбивці, яка, за деякими даними, вбила від 25 до 40 осіб протягом кількох десятиліть.

## Автобіографія

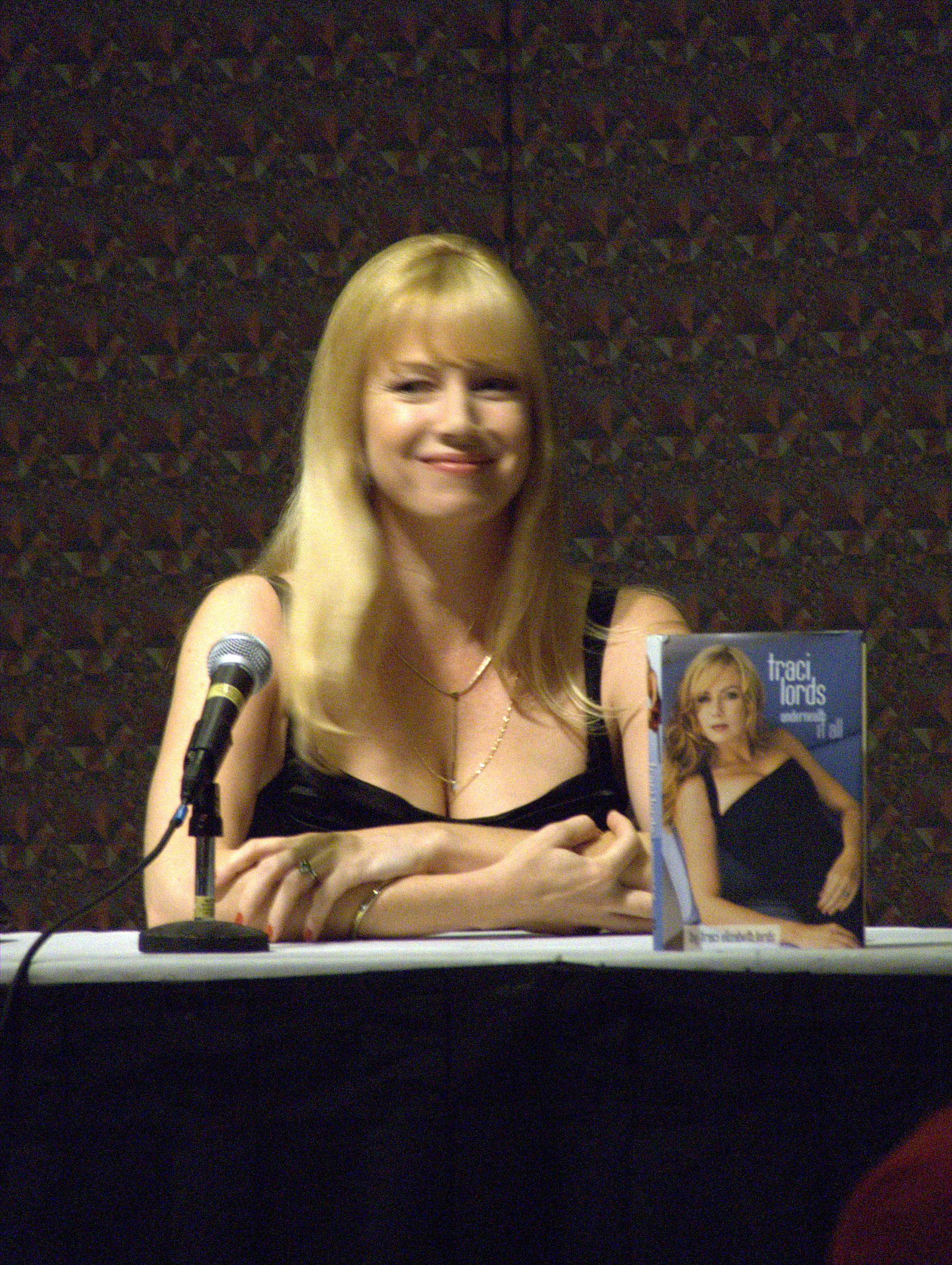
Презентація книги (2006 рік)

Ще в 1988 році Лордс заявляла про плани написати мемуари: «Я сподіваюся, що ті дівчата, які планують займатися порно, прочитають її і зупиняться. Якщо вони повірять хоча б в половину того, що там написано, я буду вважати своє завдання виконаним».
«Underneath It All» побачила світ 8 липня 2003 року в видавництві HarperCollins. У книзі Лордс описує свої дитинство, роки в порноіндустрії також життя після неї. Незабаром після виходу книга потрапила в список бестселерів за версією The New York Times.
Критика зустріла книгу позитивними рецензіями. Сьюзан Карпентер з Los Angeles Times назвала її «захопливим, але моторошним оповіданням». Аманда Тайлер з USA Today прокоментувала: «Історія Лордс про особисту спокуту настільки наповнена щирими емоціями і сяє душевною стійкістю, що читач закриє книгу тільки з повагою до неї і її чудової історії». Білл Цвекер в рецензії для Chicago Sun-Times писав: «Що стосується мемуарів, написаних колишньою неповнолітньою порнозіркою Трейсі Лордс, то сказати, що книга „мальовнича“ — це нічого не сказати». 
Практично одночасно з книгою вийшов документальний фільм «X-Rated Ambition: The Traci Lords Story». В ньому порноактори Рон Джеремі, Джинджер Лінн і Том Байрон, які знімалися з Лордс, заявляли, що ніколі не бачили, щоб вона вживала наркотики, відзначали її високу зосередженість і наполягали, що вона завжди повністю усвідомлювала свої дії.

## Особисте життя
- Перший чоловік — Брук Ітон (1991—1999)[45].
- Другий чоловік — Райан Гранджер (1999—2000)[76].
- Третій чоловік — Джефф Лі (з 2002 року)[77].
  - Син — Джозеф Гуннар Лі (нар. 7 жовтня 2007 року)[78]. На початку 2007 року Лордс незаплановано завагітніла. Народила сина в 39 років.

## Фільмографія
- 2003 — Територія смерті: дорога додому

### Вибрані порнофільми
| Рік  | Укр. назва                | Оригінальна назва         |
| ---- | ------------------------- | ------------------------- |
| 1984 | Те, що мене збуджує       | What Gets Me Hot          |
| 1984 | Богиня сексу              | The Sex Goddess           |
| 1984 | Говори зі мною брудно III | Talk Dirty To Me Part III |
| 1984 | Ті молоденькі дівчатка    | Those Young Girls         |
| 1984 | Сестричка дорога          | Sister Dearest            |
| 1985 | Навчаючи Менді            | Educating Mandy           |
| 1985 | Холлі робить Голлівуд     | Holly Does Hollywood      |
| 1985 | Чорна глотка              | Black Throat              |
| 1985 | Майбутній вуайеріст       | Future Voyeur             |

| Рік  | Укр. назва                | Оригінальна назва                    |
| ---- | ------------------------- | ------------------------------------ |
| 1985 | Electric Blue 28          | Electric Blue 28                     |
| 1985 | Справа Арлекіна           | Harlequin Affair                     |
| 1985 | Голлівудські серцеїдки    | Hollywood Heartbreakers              |
| 1985 | Кучерявий бізнес          | Kinky Business                       |
| 1985 | Повії нової хвилі         | New Wave Hookers                     |
| 1985 | Ідеальний підбір          | Perfect Fit                          |
| 1985 | Пляма Графенберга         | The Grafenberg Spot (aka The G-Spot) |
| 1986 | Трейсі підкорює Токіо     | Traci Takes Tokyo                    |
| 1986 | Копулятор з Беверлі-Хіллз | Beverly Hills Copulator              |
| 1987 | Трейсі, я кохаю тебе      | Traci, I Love You                    |

## Дискографія
| Рік  | Сингл           | Альбом            | Найвища позиція в чарті                                      |
| ---- | --------------- | ----------------- | ------------------------------------------------------------ |
| 1994 | «Control»       | 1000 Fires (1995) | US Billboard Hot Dance Club Songs # 2 UK Singles Chart # 81  |
| 1995 | «Fallen Angel»  | 1000 Fires (1995) | US Billboard Hot Dance Club Songs # 11 UK Singles Chart # 72 |
| 2002 |                 | EP Sunshine       |                                                              |
| 2012 | «He's My Bitch» | M2F2 (2012)       |                                                              |